# Убаган
Убаган (на казахски: Обаған; на руски: Убаган) е река Казахстан (Костанайска област) и Русия (Курганска област), десен приток на Тобол (ляв приток на Иртиш). Дължина 376 km. Площ на водосборния басейн 50 700 km².
Река Убаган води началото си от малкото езеро Коктал, разположено на 111 m н.в. в Костанайска област и по цялото си протежение тече в северна посока в широка и плитка долина през Тургайската падина. В горното си течение протича през голямото горчиво-солено езеро Кушмурун, а в средното и долното – през множество по-малки солени и пресноводни езера. Влива се отдясно в река Тобол (ляв приток на Иртиш), при нейния 909 km, на 78 m н.в., на 4 km западно от село Украинец, Курганска област на Русия. Поради малката денивелация между извора и устието ѝ (едва 33 m) течението ѝ е бавно и мудно с множество меандри особено в долното течение. Основни притоци: леви – Ашчъбой и Карангалък; десни – Кундуздъ. Има предимно снежно подхранване, като през лятото в горното течение в някои участъци пресъхва, а водата ѝ се засолява. По течението ѝ са разположени няколко малки села в Костанайска област.